# Marion Torrent

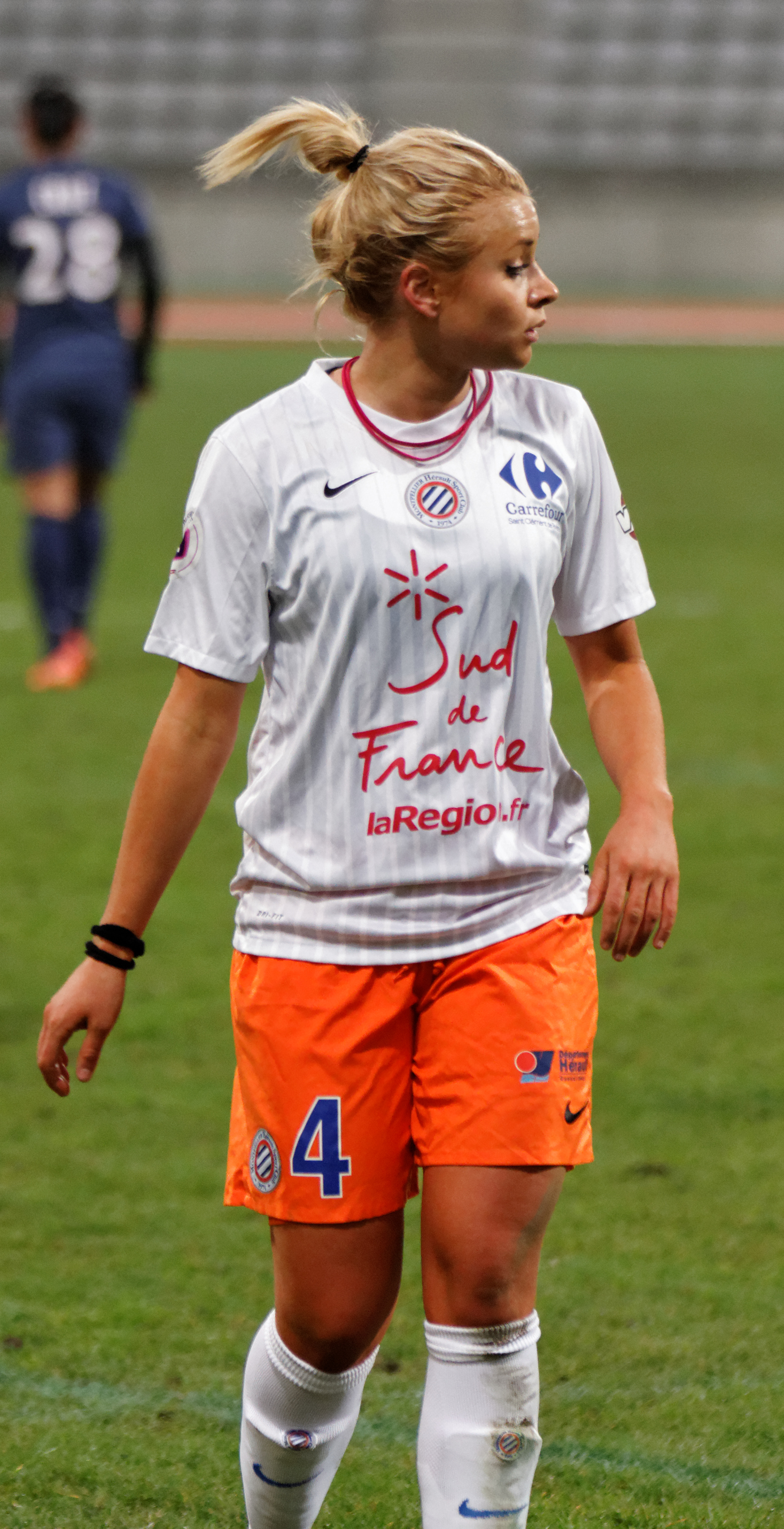
Marion Torrent (2013)

Marion Torrent (* 17. April 1992 in Châlons-en-Champagne) ist eine französische Fußballspielerin; sie trägt seit über einem Jahrzehnt den Dress des Montpellier HSC.

## Vereinskarriere
Die in Nordostfrankreich geborene Marion Torrent trat mit sechs der Jugendabteilung des Châlons FCO bei. Ein Jahr später zog sie mit ihrer Familie in den Landessüden, wo sie die nächsten fünf Jahre in den gemischten Mannschaften von Luynes Sports, eines Stadtteilklubs aus Aix-en-Provence, Fußball spielte.
2004 fand sie Aufnahme in der Nachwuchsschule des Montpellier HSC. Bereits als 15-Jährige debütierte sie in Montpelliers Erstliga-Team: Sarah M’Barek, die bis 2013 Torrents Trainerin bleiben sollte, wechselte sie im März 2008 in einem Auswärts-Punktspiel bei den Frauen des AC Évreux ein. Schon 2009 gewann Marion Torrent ihren ersten Titel, als sie mit dem MHSC im Endspiel um den französischen Pokal der Frauen siegte. Stammspielerin wurde sie aber erst ab der folgenden Saison. In diesem Jahr erreichten sie und ihre Mitspielerinnen nach Hauptrundensiegen über Standard Lüttich und Bayern München das Viertelfinale der Champions League, in dem Montpellier gegen Umeå IK nur denkbar knapp – aufgrund der Auswärtstorregel – ausschied.
In den folgenden sechs Jahren schloss die beidfüßige, meist auf der defensiven rechten Außenbahn, gelegentlich aber auch in der Innenverteidigung oder im Mittelfeld eingesetzte Marion Torrent in der französischen Meisterschaft stets auf dem dritten oder vierten Tabellenplatz ab, stand zudem 2011, 2012 und 2015 drei weitere Male im Landespokalfinale. 2017 wurde Montpellier in der Division 1 Féminine Vizemeister und qualifizierte sich damit nach acht Jahren wieder für die Teilnahme an der Champions League. Mittlerweile ist Torrent zusammen mit Torfrau Laëtitia Philippe die „dienstälteste“ Spielerin des MHSC; bis einschließlich der Saison 2016/17 hat sie es auf 159 Punkt- (drei Treffer), 28 Landes- (ein Tor) und sechs Europapokalspiele gebracht.
2016 hat sie neben ihrer Spielerkarriere mit der Ausbildung zur Trainerin begonnen. Zudem präsentiert sie auf einem eigenen YouTube-Kanal technische Tricks und Kunststückchen; damit möchte sie „auf humorvolle und weibliche Weise … einigen Machos [zeigen], dass man Frau sein kann und sich gleichzeitig fußballerisch zu bewähren vermag“.

### Stationen
- Châlons Football Club Olympique (1998/99)
- Luynes Sports (1999–2004)
- Montpellier Hérault Sport Club (seit 2004)

## In der Nationalmannschaft
Das Talent der jungen Fußballerin wurde auch höheren Orts frühzeitig erkannt, und entsprechend durchlief sie ab 2007 die nationalen Jahrgangsauswahlteams. Mit diesen brachte sie es bis 2009 zunächst auf 17 B-Jugend-Länderspiele (ein Treffer), anschließend 2010 und 2011 auf 14 A-Jugend-Begegnungen. Sowohl mit den B-Mädchen (2009, Sieger im Spiel um Platz drei) als auch ein Jahr später mit der französischen U-19 nahm Marion Torrent an den Europameisterschaften teil und gewann mit beiden eine kontinentale Medaille. Bei der U-19-Europameisterschaft in Mazedonien bestritt sie sämtliche vier ersten Partien, darunter auch das umkämpfte Halbfinale gegen die deutschen Altersgenossinnen, – aber ausgerechnet im Finale, in dem ihre Bleuettes gegen England die Oberhand behielten und sich den Titel sicherten, schmorte sie 90 Minuten lang nur auf der Ersatzbank. Im selben Jahr kam sie auch bei der U-20-Weltmeisterschaft in Deutschland beim Vorrundenspiel gegen Kolumbien noch zu einem Einsatz.
Ab 2011 fand sie drei Jahre lang keine Berücksichtigung mehr in einem blauen Dress; sie selbst hatte das Ziel, für Frankreichs Frauen-A-Nationalteam zu spielen, aber auch in dieser Zeit nie aus den Augen verloren. Dann erhielt sie 2014 und 2015 jeweils eine Chance über 90 Minuten in Frankreichs B-Elf, in der sie aber erst 2017 mit sieben weiteren Einsätzen – unter anderem beim Istrien-Cup, in dem sie sogar zwei Tore erzielte – eine feste Größe wurde. Die Nationaltrainer Philippe Bergeroo und Olivier Echouafni hatten Marion Torrent auch mehrmals in ihren erweiterten Kreis für A-Länderspiele aufgenommen – so war sie beim SheBelieves Cup 2016 mit in den USA gewesen –, nominierten sie sogar als eine von sechs Reservistinnen in Frankreichs Aufgeboten für die Weltmeisterschaft 2015 und die Europameisterschaft 2017. Aber zu ihren ersten Einsätzen in diesem Kreis kam sie erst ab September 2017, als die Echouafni-Nachfolgerin Corinne Diacre sie bei ihrem eigenen Debüt in drei Freundschaftsbegegnungen jeweils sogar in der Startelf berücksichtigte. Folgerichtig wurde Marion Torrent auch in den französischen 23er-Kader zur WM 2019 im eigenen Land sowie in das Aufgebot für die Europameisterschaft 2022 berufen.
Bei mittlerweile 47 Einsätzen für die Bleues hat sie auch ein Tor erzielt. (Stand: 23. Juli 2022)

## Palmarès
- Französische Vizemeisterin: 2009, 2017
- Französische Pokalsiegerin: 2009 (sowie Finalistin 2011, 2012, 2015 und 2016)
- U-19-Europameisterin: 2010 (ohne Einsatz im Endspiel)